# Зелёново (Великолукский район)
Зелёново — деревня в Великолукском районе Псковской области России. Входит в состав сельского поселения «Борковская волость».
Расположена на юго-западе района на берегу реки Ужица при её впадении в Балаздынь, в 32 км к юго-западу от центра города Великие Луки и в 10 км к северо-востоку от волостного центра деревни Борки.

## Население
Постоянное население по оценке на 2000 год в деревне отсутствовало.